# ترانه‌هایی از یک اتاق
«ترانه‌هایی از یک اتاق» (به انگلیسی: Songs from a Room) نام دومین آلبوم استودیویی از خواننده و ترانه‌سرای موسیقی فولک اهل کانادا، لئونارد کوهن است. تهیه‌کننده این آلبوم باب جانستون است، در اکتبر ۱۹۶۸ ضبط و در ۷ آوریل سال ۱۹۶۹ میلادی به وسیله کمپانی کلمبیا رکوردز عرضه شده‌است.